# Torre do Castelo
La Torre do Castelo est un château d'eau, d'une hauteur de 27 mètres, situé au centre de la Place du 23 octobre, dans le quartier Jardim Chapadão, dans la ville de Campinas au Brésil. Il a été construit entre 1936 et 1940, et a une contenance de 250 000 litres.

## Histoire
En 1938, la municipalité de Campinas déploie un grand plan de réorganisation de la ville selon les plans de l'urbaniste Francisco Prestes Maia,. Le plan initial de Prestes Maia est d'édifier un obélisque, mais les besoins hydrologiques de la ville lui ont fait accepter l'idée d'un réservoir d'eau. En 1972, une salle circulaire est installée dans la tour. Le Museu Histórico da Sanasa s'installe dans la tour en 1991. Des travaux de rénovation des infrastructures sont menés en 1998. La Rádio Educativa de Campinas s'y installe en 2001.

## Description
La Torre de Castelo se trouve sur un rond-point (surnommé le balão do Castelo) où 6 rues et avenues se rejoignent,.
Le réservoir d'eau est fabriqué avec des tuyaux métalliques importés de France. Sa fonction est de fournir de l'eau au nord de Campinas et de structurer l'urbanisme dans cette zone.